# Гейсун Ігор Володимирович
І́гор Володи́мирович Ге́йсун (17 травня 1978, Деражня, Хмельницька область — 11 травня 2014, Слов'янськ, Донецька область) — старший лейтенант міліції, військовослужбовець Національної гвардії України. Учасник російсько-української війни.

## Життєвий шлях
Ігор Гейсун народився в Деражні на Хмельниччині. Зростав у багатодітній родині, де окрім старшого Ігоря було ще два братика і сестричка. Сім'я рано втратила матір. Ігор навчався у Деражнянській школі № 2. Закінчив Деражнянський професійний аграрний ліцей за спеціальністю «тракторист-машиніст», також мав спеціальності водія, електрогазозварювальника 2 р., майстра сільгоспвиробництва. Пройшов строкову військову службу в Сімферопольській окремій бригаді Внутрішніх військ МВС України. Працював лісорубом Вовковинецького лісництва ДП «Летичівське лісове господарство», охоронцем у фірмах «Наша сфера», ПП «Легіон», «Сопор». З 2007 року розпочав службу в правоохоронних органах, служив у підрозділі міліції швидкого реагування «Беркут» Хмельницької області. Заочно закінчив Національну академію внутрішніх справ, здобувши юридичну освіту. Працював оперативником карного розшуку Деражнянського районного відділку міліції. Звільнився з міліції у званні старшого лейтенанта. Останні роки проживав із сім'єю в селі Новостроївка Деражнянського району. В Ігора була мрія — виростити великий сад на 2—3 га землі, він встиг власноруч насадити 24 фруктових дерева.
Революція гідності не залишила Ігора Гейсуна байдужим. В січні 2014 року він вирушив до Києва, де приєднався до 3-ї сотні Самооборони Майдану. Учасник протистоянь 18-21 лютого.
З початком російської збройної агресії проти України, в березні 2014-го Ігор Гайсун записався добровольцем в 1-й батальйон резервістів, сформований з учасників Майдану, підписав контракт на військову службу в Національній гвардії України. Спочатку проходив навчання у с. Нові Петрівці, де базувався новостворений батальйон. 5 квітня разом з іншими резервістами прийняв присягу та був направлений на Схід командиром 3-го відділення у званні сержанта, спершу до Павлограду, а потім на бойове чергування до району Ізюм — Слов'янськ.
Командир 3-го відділення 1-го резервного батальйону оперативного призначення 27-ї окремої бригади Північного ОТО Національної гвардії України, в/ч 3066.
Після місяця служби на сході Ігор відпросився у короткострокову відпустку, побував удома. Повертаючись через Дніпропетровськ до Слов'янська, зник безвісти. Останній зв'язок із ним був 9 травня, коли він зателефонував командирові. Встиг сказати, що машина, якою він їхав до Слов'янська, потрапила у засідку. В трубці було чутно постріли, і зв'язок обірвався. Того ж дня у Краматорську з банківської картки Ігоря було знято всі гроші — 4000 гривень. Рідні три місяці розшукували Ігора, зверталися до Нацгвардії, міліції, СБУ, «Пошукової ініціативи Майдану». Після численних запитів, наприкінці червня стало відомо, що Ігор Гейсун загинув і похований 11 травня під Слов'янськом. Його тіло, у придорожній канаві, знайшов випадковий перехожий. Воно у кількох місцях було наскрізь пробито кулями, — стріляли у голову, серце й живіт, — а військовий квиток терористи засунули до рота.
Після визволення Слов'янська від російських бойовиків тіло розстріляного українського офіцера із трьома вогнепальними пораненнями та слідами знущань виявили в одному з безіменних поховань. Обставини смерті досі невідомі. Судово-медична експертиза встановила датою смерті 11 травня 2014 року.
1 вересня 2014 року тіло Ігора перепоховали в селі Новостроївка Деражнянського району, поряд з могилкою його померлого 4-річного сина. Залишились батько Володимир Петрович, дружина Олена та 6-річна донька Даринка. Дружина в пам'ять про чоловіка посадила ще 60 дерев.

## Приховування факту загибелі
Батько загиблого Володимир Гейсун розповів, що військова частина 3066, де проходив контрактну службу Ігор, відмовилась від нього, тобто виключила його зі списків, як такого, що пройшов підготовчі збори, що означає невизнання Ігоря Гейсуна як військового і як учасника АТО. Крім того, був прихований факт смерті бійця командиром військової частини 3066 Романом Леоновичем та комбатом 1-го резервного батальйону Олексієм Пальвальом. В неофіційних розмовах Пальваль заявляв, що Ігор Гейсун може бути дезертиром (не повернувся з відпустки), або втік до «Правого сектора» і там загинув. Один з односельців Ігора, теж учасник АТО, розповсюджував плітки, що бачив Ігора на боці сепаратистів, хоча сам він потрапив у зону АТО 30 травня, коли Ігора вже не було в живих. Побратим Гейсуна Сергій Дашевський повідомляв батькові, що Ігоря розстріляли в машині на блок-посту у Слов'янську. Ще один з його побратимів Сашко Гнатюк розповів, що він чув по телефону останні слова Ігоря, який кричав: «Хлопці, рятуйте! Машину обстріляли!» Він просив захисту у хлопців, бо на таке ж прохання йому командир відповів: «Може за тобою БТРа вислати?» Добре ім'я Ігора Гейсуна, майданівця, який одним з перших став на захист України і добровольцем пішов в АТО, його рідні відстоюють у суді.
Наприкінці березня 2018 року, родичам Ігоря Гейсуна все-таки вдалося захистити його честь і гідність у суді. Сільському голові і військовослужбовцю, які говорили, що чоловік був сепаратистом, доведеться сплатити штрафи.

## Вшанування пам'яті
- Почесний громадянин міста Деражні, нагороджений недержавною пам'ятною медаллю «Захисникам Вітчизни» (посмертно).
- В березні 2016 року на фасаді Деражнянського НВК ЗОШ № 2 встановлено меморіальні дошки колишнім учням, які загинули під час виконання службового обов'язку в зоні бойових лій — Ігорю Гейсуну, Євгену Андріюку, Віталію Каракулі та Івану Зубкову[2].
- медаль «За визволення Слов'янська» (посмертно)[3]
- Його портрет розміщений на меморіалі «Стіна пам'яті полеглих за Україну» у Києві: секція 1, ряд 3, місце 9